# Чо, Саймон
Саймон Чо (англ. Simon Cho, р.7 октября 1991) — американский шорт-трекист, чемпион мира и призёр зимних Олимпийских играх 2010 года.

## Биография
Саймон Чо родился в 1991 году в Сеуле, где впервые начал кататься на коньках в возрасте 3 лет. Его отец, Джей, заметил, что у его сына много энергии, и подумал, что катание на коньках будет хорошим способом реализовать её. В 4-летнем возрасте он вместе со своей матерью и сестрой оказался в США в качестве нелегального иммигранта и поселился в Чикаго, где катался на коньках в нескольких местных клубах.
В 2000 году переехал в Лорел Мэриленд, там он познакомился в 2001 году с тренером Джимми Чаном. В 2004 году он с семьёй получили гражданство США. К 2005 году Чо выиграл юношеский дивизион чемпионата Северной Америки. В 2006 году он прошел квалификацию для участия в программе национальной команды в Маркетте, где в последний раз посещал государственную школу-Marquette Senior High, завершив свой первый год обучения. 
В январе 2007 года он стал самым молодым, кто прошел квалификацию в юношескую сборную США и в том же месяце на юниорском чемпионате мира в Млада Болеславе выиграл серебряную медаль в эстафете. Чо переехал в Солт-Лейк-Сити в 2007 году, и после нескольких лет самостоятельности его семья во главе с отцом в 2009 году переехала туда же, чтобы он мог нормально тренироваться у Джимми Чана. 
Из-за нехватки средств для тренировки в национальной сборной США его родители продали свой небольшой ресторан на вынос, Kasey's Seafood. В феврале 2008 года он дебютировал на Кубке мира в Солт-Лейк-Сити и занял 7-е место в беге на 500 м. Он бросил школу после второго курса, и ему не удалось найти государственные школы в штате Мэриленд или Юта. После неполного года соревновании Чо не смог претендовать на получение грантов от Олимпийского комитета США и национального комитета по конькобежному спорту.
Чо хотел бросить катание в январе 2009 года, недовольный своими результатами в сезоне, назвав его "полным провалом". Он был перетренирован и истощен умственно и физически. Но после разговора с друзьями и семьей решил продолжить соревноваться.
В сентябре 2009 года на олимпийском отборе Саймон выиграл на дистанции 500 м и квалифицировался на Олимпиаду 2010 года. Это произошло потому, что два лидера сборной Аполо Антон Оно и Джон Сельски столкнулись и позволили Чо финишировать первым.
В ноябре он занял 4-е место в беге на 500 м на этапе Кубка мира в Сеуле, а затем занял 6-е место на в Монреале. В феврале 2010 года на зимних Олимпийских играх в Ванкувере стал обладателем бронзовой медали в эстафете и в беге на 500 м занял 11-е место. В марте Чо завоевал серебряную медаль чемпионата мира в Софии. В октябре на кубке Америки в Милуоки Саймон Чо поднялся на 3-е место в общем зачёте.
В октябре на Кубке мира в Монреале он занял 2-е места на дистанциях 500 м и 1500 м и 3-е в эстафете. Через неделю на этапах в Квебеке и Чанчуне поднялся с партнёрами на 2-е места в эстафете. В декабре занял 2-е место в общем зачёте на чемпионате США, а в феврале 2011 года на Кубке мира в Москве выиграл золото в беге на 500 м и также в Дрездене взял золото и серебро на этой дистанции. В марте на чемпионате мира в Шеффилде выиграл в беге на 500 м и стал впервые чемпионом мира, следом получил бронзовую медаль в эстафете. 
В том же марте он участвовал в чемпионате мира среди команд, однако впоследствии выяснилось, что на этом чемпионате он намеренно испортил экипировку своего канадского соперника Оливье Жана (Саймон Чо утверждал, что сделал это по приказу своего тренера). В качестве наказания Международный союз конькобежцев 26 августа 2013 года на 2 года отстранил Саймона Чо от участия в соревнованиях до 25 августа 2015 года.
Чо не смог соревноваться в октябре 2011 года на Кубке Америки из-за перелома позвонка в нижней части спины. Несмотря на травму он выиграл чемпионат США в начале января 2012 года, заняв 1-е место в общем зачёте и на Кубке мира в феврале, в Дордрехте занял 1-е место на дистанции 500 м. А следом на чемпионате мира в Шанхае занял 15-е место в личном зачёте многоборья. В мае он провёл операцию по исправлению искривленной перегородки носа, для улучшения дыхания.
Саймон соревновался на чемпионате США на в Солт-Лейк-Сити в сентябре 2012 года и занял 9-е место в многоборье. 